# San Tropel
San Tropel es una telenovela colombiana producida por Caracol Televisión, grabada en Purificación (Tolima), con altos niveles de audiencia y tuvo en los personaje principales a Carlos Muñoz, Helena Mallarino, Gerardo de Francisco, Judy Henríquez, Chela del Río entre otros.

## Sinopsis
San Tropel es un pueblo que sufre el abandono estatal, donde sus habitantes no cuentan con los servicios públicos de luz eléctrica y agua potable, por lo que las autoridades ponen su confianza en un personaje que aparece en medio de una misa dominical oficiada por el padre Pío Quinto Quintero, párroco del municipio. Este personaje, de nombre Gentil Cortés Caballero, seduce a las señoritas de las familias más prestantes del pueblo, que esperaban la solicitud de matrimonio de uno de los dos únicos solteros del pueblo (Orlando Gutiérrez y Simón Saldarriaga).
La presencia de Gentil Cortés Caballero causará estragos en los habitantes del pueblo, quienes poco a poco descubrirán que se trata de un estafador y mujeriego que anda de pueblo en pueblo robando a la gente y enamorando a las muchachas casamenteras. La primera en descubrir a este hombre es Lola Ortiz, una mujer que se precia de seducir a los hombres más prestantes del pueblo con quienes sostiene relaciones clandestinas, de donde obtiene una docena de hijos de los cuales solo dos son hombres, uno de ellos se convierte en la primera autoridad del pueblo con el pasar del tiempo, a quien las familias de tradición harán una especie de oposición como resistencia al posible ingreso a la alta sociedad en el municipio.
En cada uno de los hechos que suceden en San Tropel se encuentra la presencia del padre Pío Quinto Quintero quien hará las veces de consejero espiritual de cada uno de los protagonistas.

## Reparto
- Carlos Muñoz  como el padre Pío Quinto Quintero.
- Chela del Río como Susana de Saldarriaga Trespalacios.
- Judy Henríquez como Lola Ortiz.
- Gerardo de Francisco como Orlando Gutiérrez.
- Helena Mallarino como Constanza Serrano.
- Ángel Alberto Moreno como Goyo González.
- Guillermo Galvez como Gentil Cortés Caballero.
- Moisés Angulo como Simón Saldarriaga.
- Leopolda Rojas como Mariquita.
- Amparo Moreno como Graciela.
- Nicolás Gómez como José Ulises Gutiérrez.
- Hugo Alejandro Gutiérrez como Pepe Ortiz.
- María Eugenia Penagos como Altagracia Mejía.
- Lucero Gómez como Mayuya Mejía.
- Lucero Cortés como Rosalba Marulanda.
- Adriana González como Sara González.
- Pedro Mogollón como Pierre de Falla.
- Diego Camacho como el chofer Sebastián.
- Luis Felipe Solano como Cristóbal Marulanda.
- Ivette Zamora como Amelita Saldarriaga.
- Érika Krum como la madre superiora del convento de las Hermanas Carmelitas.
- Alberto Valdiri como el padre Guillermo.
- Juan Carlos Gutiérrez como Mauricio Ortiz.
- Franky Linero como el Polaco.
- Mariluz Arguelles como Paola Gutiérrez.
- Diana Mayorga como Sofía Marulanda.
- Leonardo Acosta como Justino.

## Premios

### Premios India Catalina
- Mejor actor protagónico de telenovela: Carlos Muñoz
- Mejor banda sonora de telenovela o serie: Jaime Valencia

### Premios Simón Bolívar
- Mejor  actor: Carlos Muñoz

### Premios Telesemana
- Mejor actor: Carlos Muñoz

- Datos: Q6119742